# Giovanni Triunfo
Giovanni Triunfo (Orta Nova, 8 giugno 1969) è un giocatore di biliardo italiano.
Triunfo era considerato un giovane fenomeno ai tempi del mondiale Professionisti (2009), ma in seguito senza ottenere risultati di prestigio.
Dopo molti anni è tornato a giocare su ottimi livelli e la vittoria nel campionato italiano (2021) ne è la prova. 
Attualmente gestisce una sala biliardi a Orta Nova (FG).

## Palmarès
I principali risultati
- 2001 Campionato italiano Aics 5 birilli (Altavilla Vicentina)
- 2005 Campionato italiano a Squadre (Saint Vincent)
- 2009 Campionato italiano Professionisti (Saint Vincent)
- 2009 Campionato italiano a Squadre (Saint Vincent)
- 2009 Campionato europeo per Nazioni
- 2021 Campionato italiano categoria Nazionali (Saint Vincent)

## BTP
Vittorie complessive nel circuito
- 1 Stagione 2008/2009 (Roma)
- 2 Stagione 2019/2020 (Gallipoli)